# William Johnson Sollas
William Johnson Sollas (Birmingham, 30 de maio de 1849 — Oxford, 20 de outubro de 1936) foi um geólogo e paleontólogo britânico.
Foi laureado com a Medalha Bigsby de 1893 e com a Medalha Wollaston de 1907, ambas pela Sociedade Geológica de Londres. Recebeu a Medalha Real da Royal Society de 1914.

## Trabalho investigativo
A investigação de Sollas cobriu uma vasta área, e devidos aos estudos geológicos e zoológicos, ele tornou-se um especialista em antropologia. Durante sua vida ele publicou mais de 180 artigos e três livros.